# Artur Bodziacki
Artur Bodziacki (ur. 16 stycznia 1973) – polski judoka.

## Życiorys
Były zawodnik TS Wisła Kraków (1989-2000). Srebrny medalista zawodów pucharu świata seniorów (Warszawa 1995, waga ponad 95 kg). Czterokrotny wicemistrz Polski seniorów (1996 - kat. powyżej 95 kg oraz open, 1997 - kat. open, 1999 - kat. powyżej 100 kg) oraz brązowy medalista mistrzostw Polski seniorów (1999 - kat. powyżej 75 kg). Dwukrotny uczestnik mistrzostw Europy seniorów (1996, 1997).